# Qu Wu
Qu Wu (chiń. 屈武; ur. 16 lipca 1898 w Weinan w prow. Shaanxi, zm. 13 czerwca 1992 w Pekinie) – chiński działacz polityczny, generał.
Studiował na Uniwersytecie Pekińskim. Działał w Ruchu 4 Maja, był również członkiem Kuomintangu i od 1925 Komunistycznej Partii Chin. W 1926 został zastępcą członka Komitetu Centralnego Kuomintangu; w tymże roku wyjechał na specjalistyczne studia wojskowe do ZSRR. W kwietniu 1930, podczas przeprowadzonej z rozkazu Stalina czystki wśród chińskich komunistów został aresztowany i zesłany do obozu pracy na Syberii. W 1938 został zwolniony i powrócił do Chin.
Jako generał w armii chińskiej był specjalistą od kontaktów chińsko-radzieckich. W 1945 brał udział w negocjacjach rządu centralnego z władzami lokalnymi w regionie Xinjiang, następnie był burmistrzem Urumczi. W kwietniu 1949 był delegatem na negocjacje pokojowe rządu Kuomintangu z Komunistyczną Partią Chin.
W ChRL był wieloletnim wiceprzewodniczącym Rewolucyjnego Komitetu Chińskiego Kuomintangu, a w latach 1987-1988 jako następca Wang Kunluna także jego przewodniczącym. Od 1983 aż do śmierci był wiceprzewodniczącym Komitetu Krajowego Ludowej Politycznej Konferencji Konsultatywnej Chin VI i VII kadencji.